# 横浜市立八景小学校
横浜市立八景小学校（よこはましりつ はっけいしょうがっこう）は、神奈川県横浜市金沢区泥亀にある市立小学校。

## 概要
1951年に金沢小学校から独立して開校。1973年に西柴小学校開校され、児童915名が同校に移った。

## 沿革
- 1951年（昭和26年）
  - 3月 - 金沢第一小学校として設立
  - 7月 - 横浜市立八景小学校と命名し、独立開校。校章を制定。
- 1962年（昭和37年） - 校歌制定
- 1973年（昭和48年） - 西柴小学校開校のため、児童915名が転校

（出典：八景小学校公式サイト（ホーム  >  学校紹介  > 沿革） ）

## 交通アクセス
- 京急本線金沢文庫駅下車 徒歩7～8分

## 著名な出身者
- 小田和正(シンガーソングライター)
- 加藤甫(写真家)